# Segunda División de México 1993-94
La Temporada 1993-94 de la Segunda División de México fue el XLV y último torneo de la historia de esta competición como segunda categoría del fútbol mexicano. El Tampico-Madero se proclamó campeón tras derrotar al Irapuato en la final.
La temporada 1993-94 de la Segunda División fue la última como segundo nivel del fútbol mexicano, ya que en el verano de 1994 se creó la Primera División 'A' con el objetivo de darle mayor difusión a la competición, motivo por el cual termina la primera era de la segunda categoría, ya que a partir de la temporada 1994-95 se convirtió en el tercer nivel del fútbol nacional. 

## Cambios
- UT Neza ascendió a Primera División, posteriormente este equipo cambió su nombre a Toros Neza.
- Pachuca descendió desde el máximo circuito.
- Pioneros de Cancún, Delfines de Acapulco, Bachilleres y La Piedad descendieron a Segunda B.
- Chapulineros de Oaxaca, Tecomán y Universidad Autónoma de Querétaro ascendieron desde la Segunda B, mientras que el Colimense lo hizo desde la Tercera División.
- Linces de Celaya cambió de nombre y sede a San Luis.
- El SUOO fue comprado por nuevos propietarios quienes trasladaron al equipo a Villahermosa y lo renombraron como Caimanes de Tabasco.

## Formato de competencia
Los veinte equipos se dividen en cinco grupos de cuatro clubes, manteniendo los juegos entre los 20 en formato de todos contra todos a visita recíproca en 38 jornadas. Los dos primeros lugares de cada agrupación  se clasifican a la liguilla en donde se repartirán en cuatro llaves de cuartos de final de acuerdo con su posición de la tabla, los ganadores jugarán las semifinales y posteriormente dos clubes disputarán la final por el título.

## Equipos participantes

### Equipos por Entidad Federativa
| Entidad Federativa | N.º | Equipos                                        |
| ------------------ | --- | ---------------------------------------------- |
| Guanajuato         | 3   | Atlético San Francisco, Celaya e Irapuato      |
| Morelos            | 3   | Atlético Cuernavaca, Marte Morelos y Zacatepec |
| Colima             | 2   | Colimense y Tecomán                            |
| Jalisco            | 2   | Ayense y Tepatitlán                            |
| Baja California    | 1   | Inter de Tijuana                               |
| Chihuahua          | 1   | Cobras                                         |
| Hidalgo            | 1   | Pachuca                                        |
| Nayarit            | 1   | Tepic                                          |
| Oaxaca             | 1   | Oaxaca                                         |
| Querétaro          | 1   | U.A. Querétaro                                 |
| San Luis Potosí    | 1   | Real San Luis                                  |
| Tabasco            | 1   | Caimanes de Tabasco                            |
| Tamaulipas         | 1   | Tampico Madero                                 |
| Yucatán            | 1   | Atlético Yucatán                               |

### Información sobre los equipos participantes
| Equipo                 | Ciudad                               | Estadio                  |
| ---------------------- | ------------------------------------ | ------------------------ |
| Atlético Cuernavaca    | Cuernavaca, Morelos                  | Centenario               |
| Atlético San Francisco | San Francisco del Rincón, Guanajuato | San Francisco            |
| Ayense                 | Ayotlán, Jalisco                     | Chino Rivas              |
| Celaya                 | Celaya, Guanajuato                   | Miguel Alemán Valdés     |
| Cobras                 | Ciudad Juárez, Chihuahua             | Olímpico Benito Juárez   |
| Colimense              | Colima, Colima                       | Colima                   |
| Inter de Tijuana       | Tijuana, Baja California             | Cerro Colorado           |
| Irapuato               | Irapuato, Guanajuato                 | Sergio León Chávez       |
| Marte                  | Xochitepec, Morelos                  | Mariano Matamoros        |
| Oaxaca                 | Oaxaca, Oaxaca                       | Benito Juárez            |
| Pachuca                | Pachuca, Hidalgo                     | Hidalgo                  |
| San Luis               | San Luis Potosí, S.L.P.              | Plan de San Luis         |
| Tabasco                | Villahermosa, Tabasco                | Olímpico de Villahermosa |
| Tampico Madero         | Tampico, Tamaulipas                  | Tamaulipas               |
| Tecomán                | Tecomán, Colima                      | IAETAC                   |
| Tepatitlán             | Tepatitlán, Jalisco                  | Tepa Gómez               |
| Tepic                  | Tepic, Nayarit                       | Nicolás Álvarez Ortega   |
| U.A. Querétaro         | Santiago de Querétaro, Querétaro     | Corregidora              |
| Yucatán                | Mérida, Yucatán                      | Carlos Iturralde Rivero  |
| Zacatepec              | Zacatepec, Morelos                   | Agustín Coruco Díaz      |

## Grupos

### Grupo 1
| Pos. | Equipo                 | Pts. | PJ | G  | E  | P  | GF | GC | Dif. | Clasificación                   |
| ---- | ---------------------- | ---- | -- | -- | -- | -- | -- | -- | ---- | ------------------------------- |
| 1    | Atlético San Francisco | 56   | 38 | 17 | 12 | 9  | 51 | 36 | +15  | Cuartos de final de la liguilla |
| 2    | Pachuca                | 56   | 38 | 14 | 15 | 9  | 61 | 48 | +13  | Cuartos de final de la liguilla |
| 3    | Marte Morelos          | 55   | 38 | 17 | 9  | 12 | 46 | 40 | +6   |                                 |
| 4    | Oaxaca                 | 39   | 38 | 9  | 16 | 13 | 43 | 72 | −29  |                                 |
| 5    | Deportivo Tepic        | 29   | 38 | 7  | 10 | 21 | 43 | 72 | −29  |                                 |

 Fuente: RSSSF

### Grupo 2
| Pos. | Equipo             | Pts. | PJ | G  | E  | P  | GF | GC | Dif. | Clasificación                   |
| ---- | ------------------ | ---- | -- | -- | -- | -- | -- | -- | ---- | ------------------------------- |
| 1    | Tampico Madero (C) | 71   | 38 | 22 | 10 | 6  | 78 | 43 | +35  | Cuartos de final de la liguilla |
| 2    | San Luis           | 42   | 38 | 11 | 12 | 15 | 50 | 48 | +2   | Cuartos de final de la liguilla |
| 3    | Tecomán            | 41   | 38 | 10 | 13 | 15 | 47 | 55 | −8   |                                 |
| 4    | Celaya             | 37   | 38 | 9  | 12 | 17 | 43 | 62 | −19  |                                 |
| 5    | Ayense             | 32   | 38 | 10 | 8  | 20 | 33 | 64 | −31  |                                 |

 Fuente: RSSSF

### Grupo 3
| Pos. | Equipo              | Pts. | PJ | G  | E  | P  | GF | GC | Dif. | Clasificación                   |
| ---- | ------------------- | ---- | -- | -- | -- | -- | -- | -- | ---- | ------------------------------- |
| 1    | Zacatepec           | 54   | 38 | 14 | 14 | 10 | 55 | 38 | +17  | Cuartos de final de la liguilla |
| 2    | Tepatitlán          | 51   | 38 | 15 | 11 | 12 | 50 | 49 | +1   | Cuartos de final de la liguilla |
| 3    | U. A. de Querétaro  | 47   | 38 | 11 | 16 | 11 | 50 | 51 | −1   |                                 |
| 4    | Inter de Tijuana    | 44   | 38 | 10 | 18 | 10 | 44 | 46 | −2   |                                 |
| 5    | Atlético Cuernavaca | 44   | 38 | 12 | 10 | 16 | 33 | 44 | −11  |                                 |

 Fuente: RSSSF

### Grupo 4
| Pos. | Equipo    | Pts. | PJ | G  | E  | P  | GF | GC | Dif. | Clasificación                   |
| ---- | --------- | ---- | -- | -- | -- | -- | -- | -- | ---- | ------------------------------- |
| 1    | Yucatán   | 68   | 38 | 21 | 9  | 8  | 59 | 25 | +34  | Cuartos de final de la liguilla |
| 2    | Irapuato  | 56   | 38 | 15 | 13 | 10 | 56 | 32 | +24  | Cuartos de final de la liguilla |
| 3    | Cobras    | 53   | 38 | 17 | 9  | 12 | 58 | 44 | +14  |                                 |
| 4    | Tabasco   | 43   | 38 | 11 | 13 | 14 | 38 | 48 | −10  |                                 |
| 5    | Colimense | 29   | 38 | 8  | 10 | 20 | 45 | 77 | −32  |                                 |

 Fuente: RSSSF

## Tabla general
| Pos. | Equipo                 | Pts. | PJ | G  | E  | P  | GF | GC | Dif. | Clasificación                   |
| ---- | ---------------------- | ---- | -- | -- | -- | -- | -- | -- | ---- | ------------------------------- |
| 1    | Tampico Madero (C)     | 71   | 38 | 22 | 10 | 6  | 78 | 43 | +35  | Cuartos de final de la liguilla |
| 2    | Yucatán                | 68   | 38 | 21 | 9  | 8  | 59 | 25 | +34  | Cuartos de final de la liguilla |
| 3    | Irapuato               | 56   | 38 | 15 | 13 | 10 | 56 | 32 | +24  | Cuartos de final de la liguilla |
| 4    | Atlético San Francisco | 56   | 38 | 17 | 12 | 9  | 51 | 36 | +15  | Cuartos de final de la liguilla |
| 5    | Pachuca                | 56   | 38 | 14 | 15 | 9  | 61 | 48 | +13  | Cuartos de final de la liguilla |
| 6    | Marte Morelos          | 55   | 38 | 17 | 9  | 12 | 46 | 40 | +6   |                                 |
| 7    | Zacatepec              | 54   | 38 | 14 | 14 | 10 | 55 | 38 | +17  | Cuartos de final de la liguilla |
| 8    | Cobras                 | 53   | 38 | 17 | 9  | 12 | 58 | 44 | +14  |                                 |
| 9    | Tepatitlán             | 51   | 38 | 15 | 11 | 12 | 50 | 49 | +1   | Cuartos de final de la liguilla |
| 10   | U. A. de Querétaro     | 47   | 38 | 11 | 16 | 11 | 50 | 51 | −1   |                                 |
| 11   | Inter de Tijuana       | 44   | 38 | 10 | 18 | 10 | 44 | 46 | −2   |                                 |
| 12   | Atlético Cuernavaca    | 44   | 38 | 12 | 10 | 16 | 33 | 44 | −11  |                                 |
| 13   | Tabasco                | 43   | 38 | 11 | 13 | 14 | 38 | 48 | −10  |                                 |
| 14   | San Luis               | 42   | 38 | 11 | 12 | 15 | 50 | 48 | +2   | Cuartos de final de la liguilla |
| 15   | Tecomán                | 41   | 38 | 10 | 13 | 15 | 47 | 55 | −8   |                                 |
| 16   | Oaxaca                 | 39   | 38 | 9  | 16 | 13 | 43 | 72 | −29  |                                 |
| 17   | Celaya                 | 37   | 38 | 9  | 12 | 17 | 43 | 62 | −19  |                                 |
| 18   | Ayense                 | 32   | 38 | 10 | 8  | 20 | 33 | 64 | −31  |                                 |
| 19   | Deportivo Tepic        | 29   | 38 | 7  | 10 | 21 | 43 | 72 | −29  |                                 |
| 20   | Colimense              | 29   | 38 | 8  | 10 | 20 | 45 | 77 | −32  |                                 |

 Fuente: RSSSF

## Resultados
| Local \ Visitante      | ATC | ASF | AYE | CEL | COB | COL | INT | IRA | MAR | OAX | PAC | SNL | TAB | TAM | TEC | TPA | TEP | UAQ | YUC | ZAC |
| ---------------------- | --- | --- | --- | --- | --- | --- | --- | --- | --- | --- | --- | --- | --- | --- | --- | --- | --- | --- | --- | --- |
| Atlético Cuernavaca    | —   | 0–4 | 5–1 | 2–0 | 1–2 | 1–1 | 0–0 | 0–0 | 0–0 | 0–3 | 0–0 | 2–1 | 0–0 | 0–2 | 4–1 | 2–1 | 0–0 | 0–1 | 0–0 | 0–0 |
| Atlético San Francisco | 1–0 | —   | 2–1 | 2–1 | 1–0 | 3–0 | 1–2 | 1–1 | 2–2 | 1–1 | 1–0 | 2–0 | 3–1 | 0–2 | 2–0 | 0–0 | 2–1 | 2–1 | 2–0 | 1–1 |
| Ayense                 | 0–1 | 1–1 | —   | 1–3 | 1–0 | 1–0 | 1–0 | 0–0 | 0–1 | 4–1 | 2–1 | 0–0 | 3–4 | 3–1 | 1–1 | 2–0 | 1–0 | 1–2 | 1–0 | 1–1 |
| Celaya                 | 0–2 | 1–2 | 3–0 | —   | 1–4 | 2–0 | 1–1 | 0–0 | 2–0 | 0–1 | 0–0 | 3–2 | 1–0 | 2–5 | 3–1 | 1–1 | 4–2 | 0–0 | 0–0 | 1–1 |
| Cobras                 | 2–0 | 2–1 | 3–1 | 3–1 | —   | 4–0 | 0–1 | 0–1 | 0–0 | 1–1 | 1–1 | 1–0 | 2–0 | 0–1 | 2–1 | 2–0 | 3–2 | 1–0 | 2–1 | 1–0 |
| Colimense              | 3–2 | 1–0 | 0–0 | 2–2 | 3–3 | —   | 1–2 | 1–0 | 0–3 | 1–2 | 2–2 | 1–1 | 1–0 | 1–1 | 1–2 | 3–1 | 5–3 | 1–3 | 1–3 | 1–0 |
| Inter de Tijuana       | 1–3 | 1–1 | 1–0 | 2–2 | 2–1 | 2–2 | —   | 3–0 | 2–2 | 1–1 | 2–0 | 0–1 | 2–2 | 0–1 | 4–0 | 1–1 | 2–1 | 1–1 | 1–0 | 0–1 |
| Irapuato               | 5–1 | 2–0 | 2–0 | 1–0 | 0–1 | 2–0 | 0–0 | —   | 2–1 | 4–0 | 4–1 | 2–0 | 4–0 | 7–1 | 2–2 | 2–0 | 3–0 | 1–1 | 1–1 | 3–1 |
| Marte                  | 0–1 | 2–0 | 4–0 | 0–0 | 1–0 | 2–2 | 1–1 | 2–1 | —   | 3–0 | 1–3 | 1–0 | 2–0 | 1–1 | 1–0 | 0–2 | 2–1 | 3–1 | 0–2 | 1–1 |
| Oaxaca                 | 0–1 | 1–1 | 0–0 | 0–0 | 3–2 | 2–1 | 2–2 | 0–0 | 1–0 | —   | 2–2 | 2–2 | 1–1 | 1–1 | 0–0 | 1–0 | 1–1 | 4–0 | 1–3 | 2–2 |
| Pachuca                | 2–0 | 1–1 | 2–0 | 3–2 | 2–4 | 4–1 | 4–0 | 2–2 | 3–0 | 3–1 | —   | 1–1 | 5–2 | 0–1 | 1–1 | 1–2 | 2–0 | 3–1 | 1–1 | 1–1 |
| San Luis               | 2–0 | 1–3 | 3–1 | 0–1 | 3–3 | 3–1 | 0–0 | 0–0 | 1–2 | 2–0 | 0–0 | —   | 1–0 | 1–1 | 1–0 | 1–2 | 4–0 | 1–1 | 3–0 | 2–1 |
| Tabasco                | 1–2 | 0–1 | 2–0 | 3–1 | 0–0 | 1–0 | 0–0 | 1–1 | 3–1 | 3–2 | 0–0 | 0–3 | —   | 1–1 | 1–1 | 3–0 | 2–1 | 2–0 | 0–0 | 1–1 |
| Tampico Madero         | 2–0 | 0–2 | 4–1 | 4–0 | 2–1 | 7–0 | 2–1 | 1–0 | 4–0 | 5–0 | 2–2 | 4–3 | 0–2 | —   | 2–0 | 3–1 | 2–1 | 2–2 | 1–1 | 5–1 |
| Tecomán                | 2–1 | 1–1 | 0–1 | 6–2 | 2–2 | 2–0 | 0–0 | 2–1 | 0–3 | 3–1 | 1–1 | 3–1 | 5–0 | 0–2 | —   | 0–1 | 4–2 | 1–1 | 0–0 | 1–1 |
| Tepatitlán             | 2–0 | 3–2 | 5–0 | 2–0 | 2–0 | 3–2 | 1–1 | 2–0 | 1–0 | 2–1 | 1–2 | 3–2 | 2–0 | 1–1 | 1–1 | —   | 1–1 | 1–1 | 1–1 | 0–0 |
| Tepic                  | 2–0 | 0–0 | 2–0 | 3–1 | 2–2 | 2–0 | 2–2 | 1–0 | 1–2 | 1–1 | 2–3 | 1–1 | 0–2 | 2–3 | 1–0 | 2–0 | —   | 0–0 | 0–2 | 0–1 |
| U.A. Querétaro         | 0–0 | 2–1 | 2–0 | 1–1 | 4–2 | 2–2 | 4–2 | 1–1 | 0–1 | 1–2 | 3–1 | 2–2 | 0–0 | 3–0 | 1–2 | 3–3 | 2–2 | —   | 1–0 | 2–0 |
| Yucatán                | 2–0 | 2–0 | 5–1 | 2–0 | 1–1 | 1–2 | 3–0 | 2–0 | 2–0 | 4–1 | 0–1 | 2–1 | 1–0 | 1–0 | 3–1 | 3–1 | 6–0 | 2–0 | —   | 1–0 |
| Zacatepec              | 0–2 | 1–1 | 2–2 | 3–1 | 1–0 | 3–2 | 3–1 | 3–1 | 0–1 | 3–0 | 3–0 | 2–0 | 0–0 | 1–1 | 3–0 | 4–0 | 6–1 | 3–0 | 0–1 | —   |

## Liguilla
|  | Cuartos de final                                                 | Cuartos de final                                                 | Cuartos de final                                                 | Cuartos de final                                                 | Cuartos de final                                                 |   |   | Semifinales                                                | Semifinales                                                | Semifinales                                                | Semifinales                                                | Semifinales                                                |  |   | Final                                                  | Final                                                  | Final                                                  | Final                                                  | Final                                                  |  |
|  | 11 y 13 de marzo de 1994 (ida) 19 y 20 de marzo de 1994 (vuelta) | 11 y 13 de marzo de 1994 (ida) 19 y 20 de marzo de 1994 (vuelta) | 11 y 13 de marzo de 1994 (ida) 19 y 20 de marzo de 1994 (vuelta) | 11 y 13 de marzo de 1994 (ida) 19 y 20 de marzo de 1994 (vuelta) | 11 y 13 de marzo de 1994 (ida) 19 y 20 de marzo de 1994 (vuelta) |   |   | 26 y 27 de marzo de 1994 (ida) 2 de abril de 1994 (vuelta) | 26 y 27 de marzo de 1994 (ida) 2 de abril de 1994 (vuelta) | 26 y 27 de marzo de 1994 (ida) 2 de abril de 1994 (vuelta) | 26 y 27 de marzo de 1994 (ida) 2 de abril de 1994 (vuelta) | 26 y 27 de marzo de 1994 (ida) 2 de abril de 1994 (vuelta) |  |   | 10 de abril de 1994 (ida) 16 de abril de 1994 (vuelta) | 10 de abril de 1994 (ida) 16 de abril de 1994 (vuelta) | 10 de abril de 1994 (ida) 16 de abril de 1994 (vuelta) | 10 de abril de 1994 (ida) 16 de abril de 1994 (vuelta) | 10 de abril de 1994 (ida) 16 de abril de 1994 (vuelta) |  |
|  |                                                                  |                                                                  |                                                                  |                                                                  |                                                                  |   |   |                                                            |                                                            |                                                            |                                                            |                                                            |  |   |                                                        |                                                        |                                                        |                                                        |                                                        |  |
|  |                                                                  |                                                                  |                                                                  |                                                                  |                                                                  |   |   |                                                            |                                                            |                                                            |                                                            |                                                            |  |   |                                                        |                                                        |                                                        |                                                        |                                                        |  |
|  | 1                                                                | Tampico Madero                                                   | 0                                                                | 4                                                                | 4                                                                |   |   |                                                            |                                                            |                                                            |                                                            |                                                            |  |   |                                                        |                                                        |                                                        |                                                        |                                                        |  |
|  | 1                                                                | Tampico Madero                                                   | 0                                                                | 4                                                                | 4                                                                |   |   |                                                            |                                                            |                                                            |                                                            |                                                            |  |   |                                                        |                                                        |                                                        |                                                        |                                                        |  |
|  | 14                                                               | San Luis                                                         | 1                                                                | 0                                                                | 1                                                                |   |   |                                                            |                                                            |                                                            |                                                            |                                                            |  |   |                                                        |                                                        |                                                        |                                                        |                                                        |  |
|  | 14                                                               | San Luis                                                         | 1                                                                | 0                                                                | 1                                                                |   | 1 | Tampico Madero                                             | 3                                                          | 4                                                          | 7                                                          |                                                            |  |   |                                                        |                                                        |                                                        |                                                        |                                                        |  |
|  |                                                                  |                                                                  |                                                                  |                                                                  |                                                                  |   | 1 | Tampico Madero                                             | 3                                                          | 4                                                          | 7                                                          |                                                            |  |   |                                                        |                                                        |                                                        |                                                        |                                                        |  |
|  |                                                                  |                                                                  | 4                                                                | Atlético San Francisco                                           | 2                                                                | 0 | 2 |                                                            |                                                            |                                                            |                                                            |                                                            |  |   |                                                        |                                                        |                                                        |                                                        |                                                        |  |
|  | 4                                                                | Atlético San Francisco (p.)                                      | 4                                                                | Atlético San Francisco                                           | 2                                                                | 0 | 2 | 0                                                          | 1                                                          | 1 (4)                                                      |                                                            |                                                            |  |   |                                                        |                                                        |                                                        |                                                        |                                                        |  |
|  | 4                                                                | Atlético San Francisco (p.)                                      |                                                                  |                                                                  |                                                                  |   |   |                                                            |                                                            | 1 (4)                                                      |                                                            |                                                            |  |   |                                                        |                                                        |                                                        |                                                        |                                                        |  |
|  | 5                                                                | Pachuca                                                          | 0                                                                | 1                                                                | 1 (2)                                                            |   |   |                                                            |                                                            |                                                            |                                                            |                                                            |  |   |                                                        |                                                        |                                                        |                                                        |                                                        |  |
|  | 5                                                                | Pachuca                                                          | 0                                                                | 1                                                                | 1 (2)                                                            |   |   |                                                            |                                                            |                                                            |                                                            |                                                            |  | 1 | Tampico Madero                                         | 1                                                      | 3                                                      | 4                                                      |                                                        |  |
|  |                                                                  |                                                                  |                                                                  |                                                                  |                                                                  |   |   |                                                            |                                                            |                                                            |                                                            |                                                            |  | 1 | Tampico Madero                                         | 1                                                      | 3                                                      | 4                                                      |                                                        |  |
|  |                                                                  |                                                                  | 3                                                                | Irapuato                                                         | 2                                                                | 1 | 3 |                                                            |                                                            |                                                            |                                                            |                                                            |  |   |                                                        |                                                        |                                                        |                                                        |                                                        |  |
|  | 2                                                                | Yucatán (p.)                                                     | 3                                                                | Irapuato                                                         | 2                                                                | 1 | 3 | 0                                                          | 1                                                          | 1 (3)                                                      |                                                            |                                                            |  |   |                                                        |                                                        |                                                        |                                                        |                                                        |  |
|  | 2                                                                | Yucatán (p.)                                                     |                                                                  |                                                                  |                                                                  |   |   |                                                            |                                                            | 1 (3)                                                      |                                                            |                                                            |  |   |                                                        |                                                        |                                                        |                                                        |                                                        |  |
|  | 9                                                                | Tepatitlán                                                       | 0                                                                | 1                                                                | 1 (1)                                                            |   |   |                                                            |                                                            |                                                            |                                                            |                                                            |  |   |                                                        |                                                        |                                                        |                                                        |                                                        |  |
|  | 9                                                                | Tepatitlán                                                       | 0                                                                | 1                                                                | 1 (1)                                                            |   | 2 | Yucatán                                                    | 3                                                          | 1                                                          | 4                                                          |                                                            |  |   |                                                        |                                                        |                                                        |                                                        |                                                        |  |
|  |                                                                  |                                                                  |                                                                  |                                                                  |                                                                  |   | 2 | Yucatán                                                    | 3                                                          | 1                                                          | 4                                                          |                                                            |  |   |                                                        |                                                        |                                                        |                                                        |                                                        |  |
|  |                                                                  |                                                                  | 3                                                                | Irapuato                                                         | 6                                                                | 1 | 7 |                                                            |                                                            |                                                            |                                                            |                                                            |  |   |                                                        |                                                        |                                                        |                                                        |                                                        |  |
|  | 3                                                                | Irapuato                                                         | 3                                                                | Irapuato                                                         | 6                                                                | 1 | 7 | 0                                                          | 1                                                          | 1                                                          |                                                            |                                                            |  |   |                                                        |                                                        |                                                        |                                                        |                                                        |  |
|  | 3                                                                | Irapuato                                                         |                                                                  |                                                                  |                                                                  |   |   |                                                            |                                                            | 1                                                          |                                                            |                                                            |  |   |                                                        |                                                        |                                                        |                                                        |                                                        |  |
|  | 7                                                                | Zacatepec                                                        | 0                                                                | 0                                                                | 0                                                                |   |   |                                                            |                                                            |                                                            |                                                            |                                                            |  |   |                                                        |                                                        |                                                        |                                                        |                                                        |  |
|  | 7                                                                | Zacatepec                                                        | 0                                                                | 0                                                                | 0                                                                |   |   |                                                            |                                                            |                                                            |                                                            |                                                            |  |   |                                                        |                                                        |                                                        |                                                        |                                                        |  |
|  |                                                                  |                                                                  |                                                                  |                                                                  |                                                                  |   |   |                                                            |                                                            |                                                            |                                                            |                                                            |  |   |                                                        |                                                        |                                                        |                                                        |                                                        |  |

### Final por el título
| 10 de abril de 1994 | Irapuato | 2:1 | Tampico-Madero | Estadio Sergio León Chávez, Irapuato |  |

| 16 de abril de 1994                                                                         | Tampico-Madero | 3:1 (4:3) | Irapuato | Estadio Tamaulipas, Tampico - Ciudad Madero |  |
| Tampico-Madero Campeón de la Temporada 1993-94. Global 4-3 y asciende a la Primera División |                |           |          |                                             |  |

|                                     |
| Tampico-Madero Campeón 1.er título. |

## Creación de la Primera División 'A'
.
Al finalizar la temporada, la Federación Mexicana de Fútbol creó la Primera División A como segunda categoría del futbol mexicano, tras este hecho la Segunda División se convirtió en el tercer nivel profesional y se eliminó la Segunda División B al considerarla innecesaria para las nuevas condiciones del balompié nacional.
A partir de la temporada 1994-95, los equipos que participaron en la última edición de la Segunda División quedaron repartidos de la siguiente manera:
| Equipos que se integraron en la Primera 'A' | Equipos que continuaron en la Segunda División                   | Otros equipos                                                                                  |
| --- | ---------------------------------------------------------------- | ---------------------------------------------------------------------------------------------- |
| - Atlético Cuernavaca - Atlético San Francisco - Inter de Tijuana - Irapuato - Marte - Pachuca - San Luis - Tabasco - Tepic - U.A. Querétaro - Yucatán - Zacatepec | - Tecomán - Oaxaca - Tepatitlán - Celaya FC - Ayense - Colimense | - Tampico-Madero (asciende a Primera División) - Cobras (desaparece al finalizar la temporada) |